# Maria Faleńska
Maria Faleńska z Trębickich (ur. 6 grudnia 1821 w Warszawie, zm. 24 maja 1896 tamże) – córka gen. Stanisława Trębickiego, jednego z generałów polskich zabitych przez powstańców w Noc Listopadową, pasierbica gen. Karola Turny. Żona Felicjana Faleńskiego.

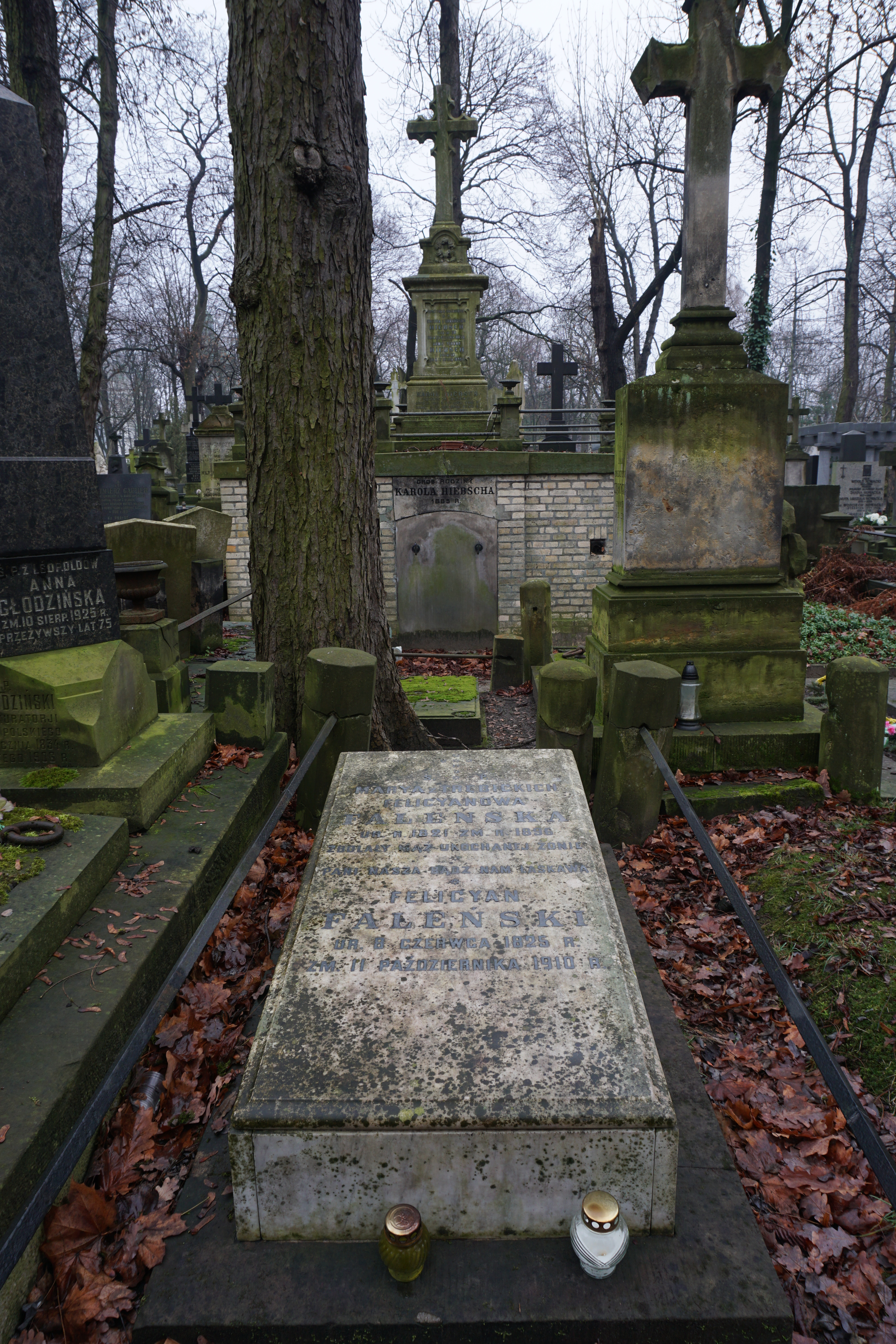
Grób Marii Faleńskiej na cmentarzu Powązkowskim

Jej przyjaciółką była Maria Kalergis. W latach 1844–1845 podróżowały razem po Niemczech, Szwajcarii i Włoszech.
We Florencji poznała Norwida. Miła i wykształcona, przy tym żywo interesująca się literaturą i sztuką, Trębicka stała się z czasem idealną korespondentką i powiernicą poety. Norwid przesłał na jej ręce rękopisy swej komedii Noc tysiączna druga i poematu Szczesna. W 1856 oświadczył się jej listownie, nieświadom, że jest już zaręczona z Felicjanem Faleńskim. Jej odmowa zakończyła wieloletnią korespondencję. Poeta sportretował ją jako Emmę w Za kulisami i Magdalenę w Pierścieniu Wielkiej Damy. Zmarła 24 maja 1896 w Warszawie Spoczywa na cmentarzu Powązkowskim w Warszawie (kwatera 28-4-21).